# Gliese 328
Gliese 328, även känd som BD+02 2098, är en ensam stjärna belägen i den norra delen av stjärnbilden Vattenormen. Den har en skenbar magnitud av ca 10,0 och kräver ett teleskop för att kunna observeras. Baserat på parallax enligt Gaia Data Release 3 på ca 48,74 mas beräknas den befinna sig på ett avstånd av ca 67 ljusår (ca 20,5 parsec) från solen. Den rör sig närmare solen med en heliocentrisk radialhastighet av ca -3,7 km/s.

## Egenskaper
Gliese 328 är en röd stjärna i huvudserien av spektralklass M0 V. Den har en massa av ca 0,65 solmassa, en radie av ca 0,63 solradie och utsänder energi från dess fotosfär motsvarande ca 0,08 gånger solen vid en effektiv temperatur av ca 3 900 K. Stjärnan är utarmad i tunga element jämfört med solen, med ett metallicitet (Fe/H-index) på -0,13.
Stjärnans ålder är okänd. Den uppvisar en aktivitetscykel som liknar solens, med en period på ca 2 000 dygn. Multiplikitetsundersökningar utförda 2016 upptäckte inte några följeslagare.

## Planetsystem
År 2013 upptäcktes med metoden för mätning av radiell hastighet en exoplanet av typ superjupiter, som heter Gliese 328 b, på cirkulation i en vid, excentrisk bana kring stjärnan. Den kända planetbanan är tillräckligt vid för att inte störa banor för andra objekt i stjärnans beboeliga zon. År 2023 upptäcktes en andra planet med en massa motsvarande en Neptunusmassa som kretsar närmare stjärnan.
| Planet | Massa            | Halv storaxel (AE) | Siderisk omloppstid (d) | Excentricitet | Inklination | Radie |
| ------ | ---------------- | ------------------ | ----------------------- | ------------- | ----------- | ----- |
| c      | 21,4 +3,4−3,2 M🜨 | 0,657 +0,026−0,028 | 241,8 +1,3−1,7          | -             | -           | -     |
| b      | 2,51 ± 0,23 MJ   | 4,11 ± 0,16        | 3 771 ± 17              | 0,227 ± 0,015 | -           | -     |